# أوليفر هدسون
أوليفر هدسون (بالإنجليزية: Oliver Hudson)‏ (و. 1976 – م) هو ممثل، وممثل تلفزيوني، وممثل أفلام، من الولايات المتحدة الأمريكية، ولد في لوس أنجلوس.

## وصلات خارجية
- أوليفر هدسون على موقع IMDb (الإنجليزية)
- أوليفر هدسون على موقع ألو سيني (الفرنسية)
- أوليفر هدسون على موقع أول موفي (الإنجليزية)
- أوليفر هدسون على موقع قاعدة بيانات الأفلام السويدية (السويدية)
- أوليفر هدسون على موقع إن إن دي بي (الإنجليزية)
- أوليفر هدسون على موقع قاعدة بيانات الفيلم (الإنجليزية)
- أوليفر هدسون على موقع كينوبويسك (الروسية)